# Northwood (Londen)
Northwood is een wijk in het Londense bestuurlijke gebied Hillingdon, in de regio Groot-Londen.
In de wijk liggen twee metrostations: Northwood en Northwood Hills.